# Frans Mol (verzetsstrijder)
Fransciscus (Frans) Cornelis Paulus Mol ('s-Hertogenbosch, 29 juni 1897 - Kamp Vught, 4 september 1944) was een Nederlandse verzetsstrijder in de Tweede Wereldoorlog. Hij gaf leiding aan de Haagse verzetsgroep Voor God en den Koning. In mei 1944 viel hij in handen van de Duitsers en vier maanden later geëxecuteerd.

## Levensloop
Frans Moll werd geboren als het tweede kind van Theodorus Mol en Theodora Gerris. Mol bezocht de Aloysiusschool en vervolgens de handelsschool aan de St. Josephstraat in Den Bosch. In zijn tienerjaren verhuisde het gezin naar Den Haag. Mol vond op zeventienjarige leeftijd werk bij Philips. Vervolgens werkte hij als boekhouder bij een textielfabriek in Helmond. Na verloop van tijd keerde hij terug naar Den Haag en vond een woning als boekhouder bij een drukkerij.
Een jaar na de Duitse inval kwam Mol in dienst van het Gewestelijk Arbeidsbureau in Den Haag. Hij raakte al snel betrokken bij het verzet. Hij kon vanuit zijn functie makkelijk vrijstellingen regelen voor de arbeitseinsatz. Zo gaf Mol medeleiding aan een verzetsgroep met de naam Voor God en den Koning. Zij boden met name hulp aan onderduikers en leverden bonkaarten en valse papieren. De verzetsgroep werd geïnfiltreerd door de collaborateur Peter Marsman. Marsman werd op 29 mei 1944 geliquideerd.
Jan Willem Koopman, een van de oprichters van de verzetsgroep God en den Koning, werd op 19 juni 1944 in de bloemenwinkel van Mol aan de Stationsweg 52 aangehouden door de V-mann Adriaan Breed, terwijl hij een koffer vol met spionagemateriaal en illegale krantjes bij zich had. Door de Sicherheitsdienst werden er verschillende wachten neergezet in de winkel. De SD wist dat juist die dag de Groep-Karl, waar Mol ook lid van was en die achter de aanslag op Marsman zat, bij elkaar zou komen. Het winkelmeisje had ook weet van de vergadering dat en fluisterde tegen elk lid van de groep die de winkel bezocht dat ze bloemen moesten kopen. Weinig mensen begrepen de hint, waardoor die dag 36 verzetsmensen werden aangehouden. Achttien van hen verloren in de maanden daarna het leven.
Mol werd samen met zijn vrouw Truus en zoontje Theo van zeven jaar oud via het zogeheten Oranjehotel in Scheveningen overgebracht naar Kamp Vught. Na twee maanden werden zijn vrouw en zoon vrijgelaten. Met de geallieerden in aantocht werd Kamp Vught begin september 1944 geëvacueerd. Een groot aantal gevangen, waaronder Frans Mol, werd ter plekke geëxecuteerd.

## Persoonlijk
Mol was getrouwd met Truus Karels, met wie hij een zoon kreeg. Hij was politiek actief binnen de RKSP.